# 알아즈하르 대학교

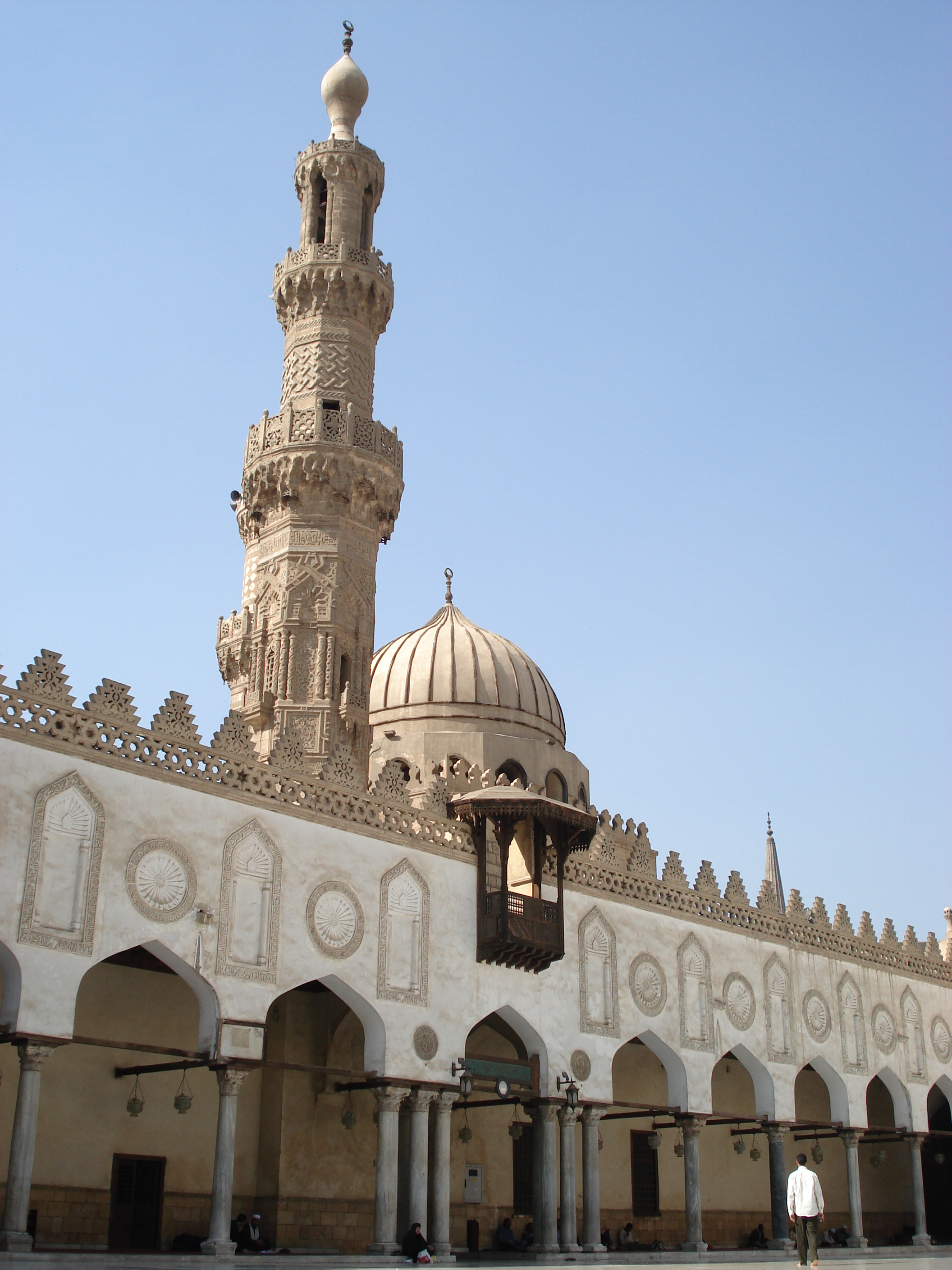
모스크 내 대학 전경

알아즈하르 대학교(아랍어: جامعة الأزهر (الشريف))는 970년경 파티마 왕조 이집트의 카이로에 세워진 대학으로 이슬람 학문의 중심지이다. 세계 최초로 세워졌다는 주장이 존재하며 이슬람 신학·이슬람 법학·아랍학·의학·공학·농학 등의 학부가 있다. 알아즈하르 모스크의 중심에 위치해 있다. 